# Ayu Maulida
Raden Roro Ayu Maulida Putri (née le 11 juillet 1997) est une ambassadrice de l'Assemblée délibérative du peuple, une actrice, mannequin et gagnante de Puteri Indonesia 2020 . Elle représentera l'Indonésie au concours Miss Univers 2020. Ayu Maulida est la troisième représentante de Java oriental à être couronné Puteri Indonésie après Putri Raemawasti en 2007 et Elvira Devinamira en 2014,.

## Gallery

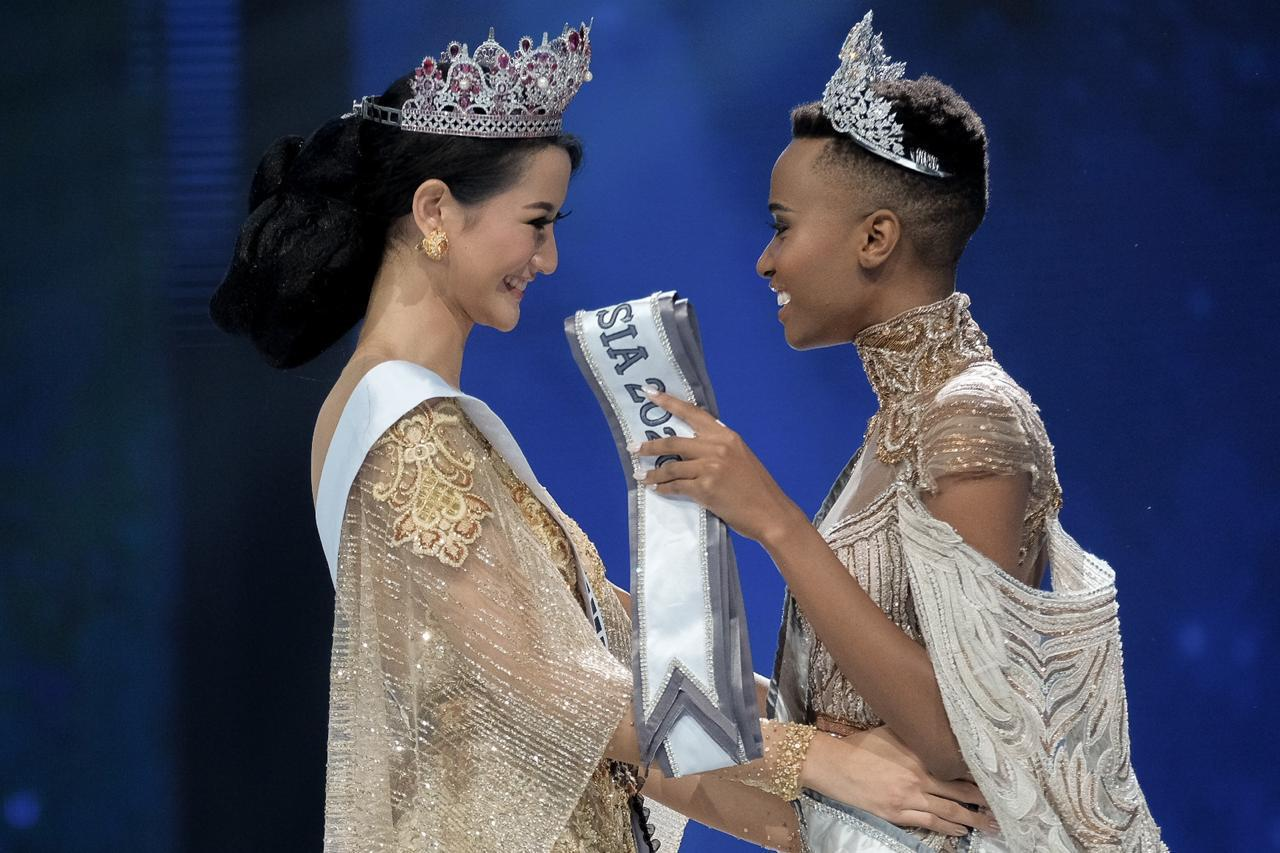
Ayu Maulida portant le kebaya avec la Miss Univers 2019, Zozibini Tunzi, lors de la cérémonie du Puteri Indonesia 2020[4].
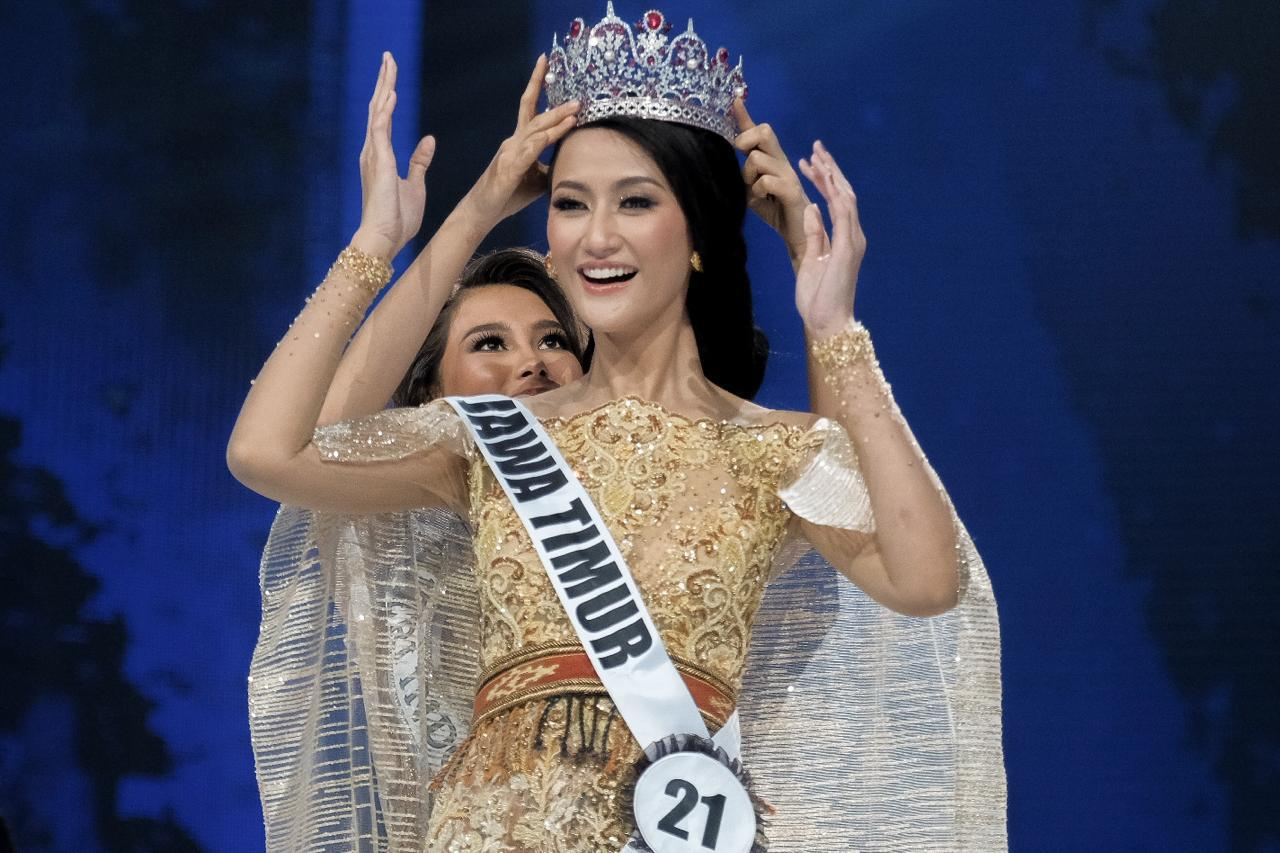
Ayu Maulida couronnée Puteri Indonesia 2020 par sa prédécesseure Frederika Alexis Cull lors de la cérémonie de Puteri Indonesia 2020.

## Jeunesse et éducation
Née dans une famille Priyayi, Ayu Maulida est élevée à Surabaya, Java oriental. Elle travaille comme mannequin depuis l'âge de 14 ans. Elle obtient un diplôme en droit de l'Université Airlangga.

## Mannequinat

### Puteri Indonésie 2020
Après avoir été qualifiée pour le titre provincial de Puteri Indonesia Java oriental 2020, Ayu Maulida a représente la province au concours national de beauté, Puteri Indonesia 2020, qui s'est tenu le 6 mars 2020. Elle remporte le concours ainsi que le prix spécial du Meilleur costume traditionnel et la deuxième place de la Meilleure robe de soirée. La soirée de couronnement finale a été honorée par Miss Univers 2019, Zozibini Tunzi et Miss Univers 2015, Pia Wurtzbach,.

### Miss Univers 2020
En tant que lauréate de Puteri Indonesia 2020, Maulida représentera l'Indonésie à la 69e édition du concours Miss Univers en 2020,.